# Кир'яков Григорій Степанович
Григорій Степанович Кир'яков (1805, с. Гінці Полтавська область — 1883) — краєзнавець, колекціонер, громадський діяч
Народився у с. Гінці (нині село Лубенського району Полтавської області). Походив зі старовинного дворянського роду, який був відомий своїми меценатськими традиціями. У 1858–1872 був предводителем дворянства, мировим суддею. Обирався кандидатом від Лубенського повіту в члени Полтавського губернського комітету з визволення селян, брав участь у підготовці документів селянської реформи 1861.
У 1871 під час господарських на території свого маєтку у с. Гінці виявив пізньо-палеолітичну стоянку, яку назвали Гінцівською. Це була перша відкрита стоянка подібного типу у Східній Європі. За його сприянням цю стоянку вивчали археолог Ф. Камінський та геолог К. Феофілактов.
З 1873 систематично проводив археологічні обстеження на території Лубенського повіту, зокрема курганів з давньоруськими та скіфськими похованнями. Близько 150 експонатів із зібраної археологічної колекції були продемонстровані у 1874 на виставці 3-го Археологічного з'їзду в Києві. У 1876 Г. С. Кир'яков був обраний дійсним членом Російського географічного товариства.
Його археологічну колекцію разом із маєтком успадкувала родичка К. Скаржинська, яка була власницею відомого приватного музею на хуторі Круглики (нині в межах м. Лубни). Пам'ятки з колекції Кир'якова, що збереглися, перебувають у фондах Полтавського краєзнавчого музею.